# Egyptisk nyklassicism
Egyptisk nyklassicism kallas en dekorationsstil under nyklassicismens epok, hämtad från den klassiska egyptiska arkitekturen och introducerad 1769 av den italienske grafikern och arkitekten Giovanni Battista Piranesi.
Stilen blev populär under Napoleon I:s egyptiska fälttåg 1798 och fick ett starkt fäste i Storbritannien tack vare bland andra Thomas Hope.